# Lisca Malbran
Lisca Malbran (eigentlich Marlis Carmen Hoffmann, * 17. Oktober 1925 in Berlin; † 6. Juni 1946 in Kopenhagen) war eine deutsche Schauspielerin.

## Leben
Lisca Malbran war die Tochter des Schauspielers, Regisseurs und Filmproduzenten Hellmut Werner Hoffmann und seiner Frau Elisabeth Paula, geb. Tolkmitt. Da ihr Vater unter dem durch eine hugenottische Vorfahrin inspirierten Pseudonym Werner Malbran bekannt geworden war, übernahm sie diesen Familiennamen.
Sie wirkte als Schauspielerin an vier während des Zweiten Weltkrieges gedrehten Filmen mit, wobei der letzte (Heidesommer) nicht mehr fertiggestellt und aufgeführt werden konnte.
Nach den Erinnerungen von Kurt Wiemers befand sich Malbran kurz vor Kriegsende noch in Berlin. Den Angaben der dänischen Krankenschwester Edda Mørkeberg zufolge war sie im Mai 1945 in einem sowjetischen Internierungslager, wo sie sich mit einem Reisepass als dänische Staatsbürgerin namens Marlis Carmen Christensen ausweisen konnte. Sie habe daher nach ihrer Entlassung wenige Monate später nach Dänemark ausreisen können. Lisca Malbran starb am 6. Juni 1946 im Alter von 20 Jahren in Kopenhagen.
An die früh verstorbene und bald in Vergessenheit geratene Schauspielerin erinnerte zuletzt der amerikanische Autor William T. Vollmann, der sie in seinem Roman Europe Central als Idol deutscher Soldaten erscheinen ließ.

## Filmografie
- 1942/43: Altes Herz wird wieder jung
- 1943/44: Das war mein Leben
- 1943/44: Junge Herzen
- 1944/45: Heidesommer